# Франкфуртер, Давид
Давид Франкфуртер (нем. David Frankfurter; 9 июля 1909, Дарувар — 19 июля 1982, Рамат-Ган) — убийца предводителя швейцарских нацистов Вильгельма Густлоффа (в 1936 году); впоследствии — офицер израильской армии.

## Биография
Давид Франкфуртер был сыном даруварского раввина. В детстве и уже во взрослом возрасте он тяжело болел хроническим периоститом. После окончания школы Франкфуртер изучал медицину в Вене, Лейпциге и Франкфурте.
В 1934 году он поселился в Берне, где учился в местном университете. Обучение шло тяжело — он страдал от своей болезни и часто впадал в депрессию. В возрасте 26 лет он принял решение убить руководителя швейцарского отделения НСДАП Вильгельма Густлоффа. Поводом стало издание «Протоколов сионских мудрецов». 4 февраля 1936 года пятью выстрелами из револьвера он убил Густлоффа в его кабинете и сразу сдался полиции.
За совершённое убийство Франкфуртера приговорили к 18 годам заключения. Все еврейские газеты Европы того времени осудили преступление Франкфуртера. 27 февраля 1945 года Франкфуртер направил прошение о помиловании и 1 июня его удовлетворили. Франкфуртера выпустили из тюрьмы с условием покинуть пределы Швейцарии, оплатив судебные издержки.
Остаток жизни Франкфуртер провёл в Израиле, куда переехал после войны. В Израиле он вступил в Хагану, участвовал в войне за независимость, а затем занимал различные должности в министерстве обороны, служил офицером израильской армии. Скончался в Рамат-Гане.

## Память
Его именем названа улица в Петах-Тикве и в некоторых других израильских городах, а также парки.

## В литературе
Убийство Густлоффа Франкфуртером — составная часть сюжета полудокументального романа немецкого писателя Гюнтера Грасса «Траектория краба», в центре которого — гибель теплохода «Вильгельм Густлофф».